# Reeds Spring
Reeds Spring is een plaats (city) in de Amerikaanse staat Missouri, en valt bestuurlijk gezien onder Stone County.

## Demografie
Bij de volkstelling in 2000 werd het aantal inwoners vastgesteld op 465.
In 2006 is het aantal inwoners door het United States Census Bureau geschat op 698, een stijging van 233 (50,1%).

## Geografie
Volgens het United States Census Bureau beslaat de plaats een oppervlakte van
1,6 km², geheel bestaande uit land. Reeds Spring ligt op ongeveer 290 m boven zeeniveau.

## Plaatsen in de nabije omgeving
De onderstaande figuur toont nabijgelegen plaatsen in een straal van 16 km rond Reeds Spring.